# Izvoz kapitala
Izvoz kapitala je koncept, ki se ga poslužuje marksistična analiza kapitalizma na svetovni ravni. Dva primera avtorjev, ki uporabljata koncept, sta avstrijski ekonomist Rudolf Hilferding in voditelj ruskih boljševikov Vladimir Lenin.

## Opis koncepta
Izvoz kapitala je ena izmed ekonomskih značilnosti kapitalističnega imperializma. Natančneje: pojasnjuje ekonomske odnose med imperialističnimi deželami in njenimi kolonijami, hkrati pa je eden izmed pomembnih vzrokov za obstoj imperializma. Po eni strani lahko govorimo o »klasičnem« kolonializmu, kjer ima imperialistična država tudi direktni politični nadzor nad svojimi kolonijami; lahko pa govorimo tudi o neo-kolonializmu, pri katerem je neo-kolonija formalno sicer suverena, a je z ekonomskimi vezmi pritrjena na imperialistične sile (neredko kar na bivšo državo gospodarico).
Pri izvozu kapitala glavni izvozni artikel imperialistične dežele ni blago, temveč kapital v smislu investicij v kolonije. Drugače: pri izvozu kapitala za imperialistično deželo kolonije niso najpomembnejše kot izvozna destinacija blaga (ta trgovina še obstaja), temveč kapitala, ki se znotraj imperialistične dežele ne more več realizirati, ker je tam namreč trg že zasičen. Velikokrat kapital izvažajo panoge, ki se ukvarjajo s postavljanjem osnovne infrastrukture (kot npr. prometne infrastrukture). Takšne panoge namreč zelo težko zadovoljijo svoje zahteve po ekspanziji znotraj domačih trgov, saj ti enostavno ne proizvajajo dovolj povpraševanja; železnice in večji del cest je na primer že zgrajen, domača industrija in tržne potrebe prebivalstva rastejo počasneje, kot rastejo zahteve (ponudba) te panoge. 
Je pa takšna infrastruktura velikokrat bodisi še povsem nerazvita bodisi zelo pomanjkljivo razvita v kolonijah. Industrializacija ter postavitev prometne infrastrukture v kolonijah sta velika projekta, sama narava dejavnosti pa zahteva velike začetne investicije, ki se povrnejo šele v daljšem časovnem obdobju. 
Takšen projekt bistveno lažje vzpodbudi nekdo, ki nima problemov z likvidnostjo, ki zelo težko bankrotira. Ravno tako se dolgo obdobje povrnitve investicije izkaže za labilnost. Dogodki, kot so na primer revolucije ali pa tudi le uspešni narodnoosvobodilni boji, ogrožajo interese kapitala; ta v takšnem primeru tvega, da bo izgubil svojo investicijo. 
Iz teh razlogov je imperialistična država zelo dober porok za interese kapitala v koloniji; po eni strani je lahko zaradi svoje ekonomske stabilnosti (ker v praksi zelo težko bankrotira) gonilna sila za ambicioznimi in megalomanskimi projekti, kot na primer že omenjeni gradnji železnic, elektrarn in splošni industrializaciji dežele. Po drugi strani razpolaga z represivnimi sredstvi, s katerimi duši revolucionarni in separatistični odpor, s čimer kapitalu zagotavlja, da bo njegova investicija še nadalje donosna.
Pretok sredstev pri izvozu kapitala ni enosmeren. V kolonije sicer gre kapital, a od teh investicij ima prebivalstvo, z izjemo lokalnega vladajočega razreda, ki deluje kot marionetni režim imperializma, minimalne koristi. Nasprotno pa se iz kolonij v matično deželo pretaka presežna vrednost, ki tudi vpliva na profitno mero tamkajšnjega kapitala; to je pomembno, da razumemo vlogo imperializma pri delavski aristokaciji.
Izvoz kapitala na dolgi rok še bolj ekonomsko podredi kolonijo. To stori na dva načina: bodisi z direktnim nadzorom nad ekonomijo kolonije (ta poteka pod okriljem tujega kapitala, ki v koloniji v praksi funkcionira kot država znotraj države) bodisi si pomaga s pomočjo državnega dolga . Do slednjega pride tudi v primeru, če se kolonija osvobodi politične nadoblasti; v tem primeru nastane velik državni dolg zaradi odškodnine, ki jih mora plačati kapitalu svoje bivše gospodarice (takšen primer je Haiti). Izvoz kapitala s tem postavlja tudi temelje neo-kolonializma, s čimer zagotavlja, da bodo (bivše) kolonije ostale v podrejenem položaju tudi, če politična nadvlada imperialistične dežele pade.